# 681
681 је била проста година.

## Догађаји
- Византијско-бугарски рат: Цар Константин IV је приморан да призна бугарску државу у Мезији и да плати новац за заштиту како би избегао даље продоре у Тракију. Сходно томе, Константин ствара тему Тракија Византијског царства.
- Јесен – Избија војна побуна у Анадолској теми (данашња Турска). Византијска војска маршира ка Хризопољу и шаље делегацију преко Хелеспонтског мореуза у Цариград, захтевајући да два брата остану савладари поред Константина IV.
- Септембар/новембар – Константин IV осакаћује своју браћу Ираклија и Тиберија, тако да неће моћи да владају. Наређује да се њихови ликови више не појављују на кованицама и да се њихова имена уклоне из званичне документације.
- Константин IV пристаје на компромис и убеђује војску да се врати у касарне у Анадолији. Позива вође побуне да дођу у Цариград и консултују се са Сенатом о томе како да спроведу услове. По њиховом доласку, хапси вође и убија их у Сики.
- 9. јануар – Дванаести сабор у Толеду: Краљ Ервиг од Визигота покреће сабор, на којем спроводи разне мере против Јевреја. Закони против насиља над робовима су укинути.
- Муслиманска арапска војска предвођена Укбом ибн Нафијем стиже до Марока, пре него што су је Бербери приморали да се врате у Кирену.
- Јермени и Иберијци дижу побуну против Омејадског калифата.
- У Јапану је под царем Тенмуом покренут Асука Кијомихара законик.
- Синмун постаје краљ корејског краљевства Сила.
- 10. јануар – Папа Агатије умире у Риму од куге након 2½ године епископства, током које је убедио Константина IV да укине порез који се до тада наплаћивао приликом посвећења новоизабраног папе.
- 16. септембар — Завршен Шести васељенски сабор у Цариграду, почео 7. новембра 680. Сабор поново потврђује православне доктрине Халкидонског сабора из 451. године и осуђује монотелитизам.